# 坂井輪村
坂井輪村（さかいわむら）は、かつて新潟県西蒲原郡にあった村。1954年11月1日の新潟市への合併によって消滅し、現在は新潟市西区の一部となっている。
以下の記述は合併直前当時の旧坂井輪村に関しての記述であり、現在では名称等が異なる場合がある。なお、ここに記述されていない内容に関しては新潟市などの記事を参照。

## 歴史
- 1889年（明治22年）4月1日 - 町村制施行にともなう合併により、上坂井輪村、下坂井輪村、新貝村、新通村が発足。

| 上坂井輪村 | 坂井村、須賀村、大野郷屋村 |
| 下坂井輪村 | 小針村古新田、市左ェ門郷屋外新田、平島村、寺尾村新田、青山村新田                                                                                     |
| 新貝村     | 小新村、亀貝村 |
| 新通村     | 笠木村、高山村、槇尾村、築千坊新田、五十嵐浜村受、丸潟新田、槇尾村受、高山村受、向島村、新通村古新田、玄的新田、坂井村受、嘉礼木新田、新通村古新田受 |

- 1901年（明治34年）11月1日 - 合併により坂井輪村が発足。大字須賀に村役場を設置[2]。

| 坂井輪村 | 上坂井輪村、下坂井輪村、新貝村、新通村（築千坊新田、五十嵐浜村受、丸潟新田、槇尾村受、高山村受、向島村、新通村古新田、玄的新田、坂井村受、嘉礼木新田、新通村古新田受） |

- 1912年（明治45年）から 1913年（大正2年）の間に、村役場を大字須賀[3]より大字坂井[4][5]へ移転。
- 1947年（昭和22年）10月10日 - 昭和天皇の戦後巡幸。村内の砂丘などを視察[6]。
- 1954年（昭和29年）11月1日 - 新潟市と合併し、消滅。

## 行政

### 歴代村長
- 官選制村長時代
  - 風間利八[7][8][9]（1933年ごろ - 1935年ごろ）
  - 吉田菊次郎[10]（1935年12月現在）
  - 石川喜佐久[11][12][13]（1940年ごろ - 1943年ごろ）
  - 今泉直二[14][15]（1943年ごろ - 1944年ごろ）

## 学校

### 小学校
- 坂井輪村立小針小学校
- 坂井輪村立新通小学校

### 中学校
- 坂井輪村立坂井輪中学校